# Apodichthys sanctaerosae
Apodichthys sanctaerosae är en fiskart som först beskrevs av Gilbert och Starks, 1897.  Apodichthys sanctaerosae ingår i släktet Apodichthys och familjen tejstefiskar. Inga underarter finns listade i Catalogue of Life.